# Tom Green
Tom Green, wł. Michael Thomas Green (ur. 30 lipca 1971 w Pembroke, Ontario) – kanadyjski satyryk, aktor i prezenter telewizyjny.

## Życiorys
Dorastał na przedmieściu Ottawy. Na tamtejszym uniwersytecie prowadził audycję radiową The Midnight Caller, w której wraz z drugim prowadzącym naśmiewali się z dzwoniących tam ludzi. Od 1994 prowadził program rozrywkowy The Tom Green Show, najpierw w lokalnej stacji telewizyjnej, później w ogólnokrajowej The Comedy Network, a od 1999 w MTV. Obecnie prowadzi program Tom Green Live, który można oglądać w internecie na stronie tomgreen.com.
Green grywał też w filmach, najczęściej postaci ludzi nie do końca zrównoważonych psychicznie. W 2001 stworzył, wyreżyserował i zagrał w filmie Luźny gość (Freddy Got Fingered), za który otrzymał Złotą Malinę w pięciu kategoriach: najgorszy film, najgorszy aktor, najgorszy duet filmowy, najgorszy scenariusz, najgorsza reżyseria. Green stawił się osobiście na ceremonii wręczenia tych niechlubnych nagród. Toronto Star przyznała wyjątkowo gwiazdkę minusową w skali od 1 do 5 gwiazdek.
Tom Green był w latach 2001-2002 mężem aktorki Drew Barrymore. Ślub odbył się 7 lipca 2001, ale po pięciu miesiącach małżeństwa para wniosła o rozwód z powodu „różnic nie do pogodzenia”. Oficjalnie przestali być małżeństwem 15 października 2002.

## Filmografia
- 1998: Chicken Tree jako kierowca busa
- 1998: W potrzasku (Clutch) jako Computer Gimp
- 1999: Superstar jako Dylan Schmultz-Plutzker
- 2000: Ostra jazda (Road Trip) jako Barry Manilow
- 2000: Aniołki Charliego (Charlie's Angels) jako Chad
- 2001: Luźny gość (Freddy Got Fingered) jako Gord Brody
- 2002: The True Meaning of Christmas Specials jako Thomas
- 2002: Kasa albo życie (Stealing Harvard) jako Walter P. „Duff” Duffy
- 2002: Subway Monkey Hour jako on sam
- 2003: Grind jako właściciel Skate Shopu w Colorado
- 2005: Comedy Gold jako on sam
- 2005: Bob kamerdyner (Bob the Butler) jako Bob Tree
- 2005: Houseboat jako Martin